# IC 889
IC 889 ist eine kompakte Galaxie vom Hubble-Typ E0 im Sternbild Jungfrau nördlich der Ekliptik. Sie ist schätzungsweise 619 Millionen Lichtjahre von der Milchstraße entfernt und hat einen Durchmesser von etwa 55.000 Lichtjahren.
Im selben Himmelsareal befindet sich u. a. die Galaxie NGC 5165, NGC 5171, NGC 5176, NGC 5177.
Das Objekt wurde am 14. Mai 1892 vom französischen Astronomen Stéphane Javelle entdeckt.